# توم غريني
توم غريني (بالإنجليزية: Tom Greene)‏ هو طبيب بيطري ومهندس وسياسي أمريكي، ولد في 7 سبتمبر 1948. حزبياً، نشط في الحزب الديمقراطي والحزب الجمهوري. وقد انتخب عضو مجلس ولاية لويزيانا.